# Cozzo
Cozzo är en ort och kommun i provinsen Pavia i regionen Lombardiet i Italien. Kommunen hade 372 invånare (2018).